# Кермит (Тексас)
Кермит (енгл. Kermit) град је у америчкој савезној држави Тексас. Налази се у округу Винклер, чије је седиште. По попису становништва из 2010. у њему је живело 5.708 становника.

## Демографија
Према попису становништва из 2010. у граду је живело 5.708 становника, што је 6 (0,1%) становника мање него 2000. године.
| Група             | 2000.         | 2010.         |
| Белци             | 2.811 (49,2%) | 2.129 (37,3%) |
| Афроамериканци    | 117 (2,0%)    | 145 (2,5%)    |
| Азијати           | 14 (0,2%)     | 16 (0,3%)     |
| Хиспаноамериканци | 2.733 (47,8%) | 3.345 (58,6%) |
| Укупно            | 5.714         | 5.708         |